# Eleron-10
Eleron-10  est un drone de reconnaissance tactique de moyenne portée pour la reconnaissance et la surveillance optoélectroniques aériennes 24 heures sur 24 avec des véhicules aériens sans pilote, développé par la société russe ENIKS .

## Description
Le complexe est conçu pour effectuer 24 heures sur 24 la reconnaissance aérienne de la situation au sol, la protection des territoires et des frontières nationales, la mise en œuvre de la garde côtière et le contrôle des eaux territoriales, des routes et des voies ferrées, ainsi que des opérations de recherche et de sauvetage.
Le premier prototype du drone a été développé et fabriqué par les spécialistes d'ENIKS le 8 janvier 2011. Eleron-10 a reçu un nouveau système de navigation et de vol avec un logiciel mis à jour.
Il a été montré publiquement pour la première fois en 2011 lors de l'exposition-salon internationale « Integrated Security ».

## Modes de vol
Les modes possibles de réalisation d'une mission de vol : Manuel ; autonome avec l'exécution des fonctions programmées ; retour automatique le long d'une trajectoire préprogrammée ; « maintien » de l'objet dans le champ du cadre ; vol autour d'un point donné ; mesure de la vitesse du vent ; plonger.

## Histoire opérationnelle
Le complexe Eleron-10SV a participé aux exercices des unités du ministère de l'Intérieur près d'Oufa dans la nuit du 27 mai 2011, a été transféré au village d'Urman, où l'arsenal de munitions était en feu. La nuit, le complexe mobile Eleron-10SV, situé sur la base du véhicule Sobol, a été instantanément déployé et soulevé dans les airs. Dans des conditions de fumée et d'obus explosant constamment, le complexe s'est avéré être le seul moyen capable de diffuser des images vidéo et thermiques en temps réel, ce qui a permis d'évaluer rapidement et de manière fiable la situation actuelle et de prendre des mesures pour localiser les incendies.

## Opérateur militaire
- Russie Modèle Eleron-10SV  - produit pour les forces terrestres des forces armées russes.Le modèle Valdai est un système aérien sans pilote basé sur Eleron-10 pour le FSB russe[3]. Le modèle Eleron-10D est un complexe d'observation à distance[4].